# Принцеса і жаба
«Принцеса та жаба» (англ. The Princess and the Frog) — повнометражний мультфільм студії «Walt Disney».

## Сюжет
У Новому Орлеані часів «шалених двадцятих» молода жінка на ім’я Тіана мріє відкрити власний ресторан. Вона працює офіціанткою на двох роботах, не маючи часу на особисте життя. Тим часом у місто прибуває принц Мальдонії — Навін, зарозумілий і легковажний. Його батьки позбавили його спадку, тож він має намір одружитися з багатою Шарлоттою ЛаБуф — найкращою подругою Тіани. Батько Шарлотти влаштовує маскарад на честь принца. Шарлотта наймає Тіану, щоб та приготувала беньє для вечірки — гроші мали б вистачити на купівлю старого млина, який Тіана хоче перетворити на ресторан.
Проте Навін і його лакей Лоуренс потрапляють до рук доктора Фасільє — злого вуду-чаклуна, який мріє правити Новим Орлеаном. Фасільє перетворює Навіна на жабу, а Лоуренса — на двійника Навіна, використовуючи амулет із його кров’ю. План полягає в тому, щоб Лоуренс (у вигляді Навіна) одружився з Шарлоттою, а потім убив її батька за допомогою вуду-ляльки й заволодів багатством ЛаБуфів.
На балу Тіана дізнається, що її переплюнули в торгах за млин. Випадково зіпсувавши свою сукню, вона отримує вбрання принцеси від Шарлотти. Засмучена, вона загадує бажання, дивлячись на зірку, — і в цей момент з’являється Навін-жаба. Думаючи, що Тіана — справжня принцеса, він просить її поцілувати його, щоб зняти чари, обіцяючи винагороду. Тіана погоджується заради мрії про ресторан, але після поцілунку сама перетворюється на жабу.
Їх переслідують у бальот (болото), де вони знайомляться з джазовим алігатором Луї. Той радить звернутися до Мам Оді — доброї вуду-чаклунки, що живе в болотах. Шлях до неї показує Рей, каджунський світлячок. Під час подорожі між Тіаною й Навіном виникають романтичні почуття, особливо коли Навін починає вчитися відповідальності.
Тим часом амулет із кров’ю втрачає силу, й Фасільє звертається до «друзів з того боку» — темних духів вуду. Він обіцяє їм душі мешканців міста після захоплення влади, і ті дають йому армію тіньових демонів. Демони знаходять героїв, але Мам Оді рятує їх. Вона пояснює, що Навіна може врятувати лише поцілунок справжньої принцеси. Тіана згадує, що батька Шарлотти коронували на короля Марді Ґра, отже Шарлотта — принцеса до півночі.
Всі разом повертаються до Нового Орлеану на пароплаві. Навін зізнається Ревю у своїх почуттях до Тіани та планує освідчитися. Але згодом вирішує пожертвувати своїм щастям, щоб Тіана могла здійснити мрію про ресторан. Демони викрадають Навіна, щоб поновити амулет. Рей розповідає Тіані про почуття Навіна, й вона вирушає на карнавал, де бачить, як Лоуренс (у подобі Навіна) одружується з Шарлоттою.
Рей рятує справжнього Навіна та краде амулет, але Фасільє смертельно ранить його. Фасільє пропонує Тіані втілити її мрію в обмін на амулет. Та відмовляється, не бажаючи зрадити батькові цінності, й розбиває амулет. Духи вуду, розлючені провалом, затягують Фасільє у темряву. Лоуренса заарештовують. Тіана зізнається Навіну в коханні, й Шарлотта погоджується поцілувати Навіна, але не встигає до півночі.
Рей помирає, а на його похороні з'являється нова зірка — він відроджується на небі. Тіана й Навін одружуються, і поцілунок повертає їм людську подобу, бо Тіана стала справжньою принцесою. Вони повертаються до Нового Орлеану та відкривають ресторан під назвою «Палац Тіани».

## Український дубляж
Фільм дубльовано на студії «Le Doyen» на замовлення «Disney Character Voices International» у 2009 році.
- Переклад і автор синхронного тексту — Сергій SKA Ковальчук
- Режисер дубляжу — Анна Пащенко
- Музичний керівник — Ігор Стецюк
- Переклад пісень — Володимир Чайковський
- Мікс-студія — Shepperton International
- Творчий консультант — Mariusz Arno Jaworowski

Ролі дублювали: 
- Катіко Пурцеладзе — Тіана
- Дмитро Гаврилов — Принц Навін
- Борис Георгієвський — Фасільє
- Віктор Андрієнко — Рей
- Євген Лунченко — Луіс
- Марина Кукліна — Шарлотта
- Максим Кондратюк — Лоуренс
- Ірина Дорошенко — Мамця Оді
- Лариса Руснак — Евдора
- Олександр Ігнатуша — Джеймс
- Олександр Бондаренко — Татусь Лябуф
- Єлизавета Зіновенко — Мала Тіана
- Олександра Дроздовська — Мала Шарлотта
- Володимир Жогло — Реджі

А також: Ігор Рода, Микола Карцев, Микола Боклан, Сергій Солопай, Людмила Барбір, Дмитро Сова, Катерина Качан, В'ячеслав Дудко, Володимир Канівець та інші.

Пісні:
 «У місті мрій» виконує — Сергій Юрченко.
 «До щастя крок» виконує — Катіко Пурцеладзе.
 «Потойбічні зв'язки» виконують — Рубен Толмачов, JazzexBand.
 «Нам би в люди» виконують — Євген Лунченко, Дмитро Гаврилов, Катіко Пурцеладзе.
 «До мамці ми ідем» виконують — Сергій Юрченко, Павло Москаленко.
 «Кохана Еванжелін» виконує — Сергій Юрченко.
 «Копни глибше» виконують — Тетяна Боєва, JazzexBand.
 «У місті мрій» (реприза) виконує — Катіко Пурцеладзе.

## Цікаві факти
- Мультфільм було номіновано на "Оскар" і "Золотий глобус"
- Першою назвою було обрано — "Принцеса-жаба", але після протестів з боку афроамериканських мас-медіа змінили на "Принцеса і Жаба"[8]..